# Pelargonium vanderwaltii
Pelargonium vanderwaltii är en näveväxtart som beskrevs av Van Jaarsv.. Pelargonium vanderwaltii ingår i släktet pelargoner, och familjen näveväxter. Inga underarter finns listade i Catalogue of Life.